# Amélie Villetard
Pour les articles homonymes, voir Villetard.
Louise Marie Amélie Villetard, née le 25 mars 1844 à Rouen, et morte le 1er juin 1888 à Paris 9e, est une dramaturge et comédienne française.
Elle joua le rôle de Dame Rose dans Neiges d'antan de Jules de Marthold à la salle Duprez, 40 rue Condorcet à Paris en 1888. 
Elle était la compagne de Jules de Marthold. Elle meurt d'une embolie à son domicile, 20 avenue Trudaine. Ses obsèques sont célébrées à l'église Notre-Dame-de-Lorette de Paris.
Le musée des Beaux-Arts de Rouen conserve deux portraits d'elle réalisés par Jules Cayron et Fernand de Launay.

## Œuvres
- La Chemise, Paris, Jules Lévy, 1885, 324 p. (lire en ligne)Contes.
- Le Prince et la BlanchisseuseOpérette. Musique de Paul Cressonnois.
- Mariages d'amourOpéra-comique. Musique de Fred Lentz.
- Monsieur Dorine, Paris, Tresse & Stock, 1890, 19 p. (lire en ligne)Comédie en un acte, en vers. Première représentation au théâtre d'Application à Paris le 15 janvier 1890.
- Le Thème russe, Paul Ollendorff, 1893Comédie en un acte. Première représentation au Théâtre-Français à Rouen le 14 mai 1904[7].
- Le Septième JourComédie en un acte. Première représentation au théâtre des Arts de Rouen le 29 avril 1905[8].